# Лавлейс, Делос Уилер
Делос Уилер Лавлейс (2 декабря 1894 – 17 января 1967) американский романист, автор оригинальной новелизации Кинг-Конг (роман) (1932) фильма Кинг-Конг (1933), опубликованной в 1932 году в издательстве Grosset & Dunlap, незадолго до выхода фильма. Лавлейс был репортером New York Daily News и New York Sun в 1920-х годах.

## Биография
Делос Уилер Лавлейс был мужем Мод Харт Лавлейс, известной писательницы, автора книг "Betsy-Tacy" для юных читателей. У них была одна дочь, Мериан (18 января 1931 — 25 сентября 1997).

## Кинг-Конг (роман)
В 1932 году, за год до выхода фильма Мериана Купера  «Кинг-Конг», в издательстве Grosset & Dunlap был опубликован одноименный роман Лавлейса. Роман был написан на основе сценария фильма «Кинг-Конг», написанного Мерианом Купером и Эдгаром Уоллесом. Роман рассказывает о гигантской доисторической обезьяне, дожившей до наших дней на вымышленном таинственном острове Черепа, которая была поймана и привезена в Нью-Йорк для показов в театральных шоу в Бродвейском театре.
Сюжет:
Знаменитый американский режиссер Денхам нанимает судно капитана Энглехорна "Венчур" для съёмок своего нового фильма. Но ему никак не удаётся отыскать актрису на главную роль. Прогуливаясь по улицам Нью-Йорк, он встречает Энн Дэрроу и предлагает ей сыграть в его фильме.
Корабль направляется на остров Черепа. На острове Денхам и Дэрроу находят поселение аборигенов, которые приносят в жертву гигантской обезьяне молодых красивых девушек.
В тот же день аборигены похищают Дэрроу с корабля и приносят её в жертву Кинг-Конгу. Кинг-Конг уносит Дэрроу в джунгли и влюбляется в девушку.
Экспедиции с корабля удаётся спасти Дерроу и поймать обезьяну. Закованного в цепи Кинг-Конга привозят в Нью-Йорк и показывают богатым посетителям Бродвейского театра, как восьмое чудо света.
Кинг-Конг вырывается из цепей и, схватив Дэрроу, взбирается на Эмпайр Стейт Билдинг, после чего подвергается атаке 4-х бипланов. Кинг-Конг погибает, однако девушка остаётся жива.
Прибывший на место происшествия Денхэм проталкивается через толпу, окружившую труп Кинг-Конга и говорит: "Нет, это не самолеты, а красавица убила Чудовище".